# Puccinia nemoralis
Puccinia nemoralis är en svampart som beskrevs av Juel 1894. Puccinia nemoralis ingår i släktet Puccinia och familjen Pucciniaceae.   Inga underarter finns listade i Catalogue of Life.